# Музей Леопольда
Музей Леопольда (нім. Leopold Museum) — музей у місті Відень, Австрія, розташований у музейному кварталі. У ньому зберігається одна з найбільших колекцій сучасного австрійського мистецтва, у якій представлені такі художники, як Егон Шіле, Густав Клімт, Оскар Кокошка та Ріхард Герстль, Ганс Бюлер, Макс Курцвайль, Hans Canon, скульптор Жорж Мінне, Ludwig Heinrich Jungnikel, Оскар Ляске, Josef Floch, Єжи Меркель, Maximilian Reinitz, , George Mayer-Marton, Geoge Jung, George Ehrlich. У музеї Леопольда – міститься найбільша та найважливіша колекція художника Егона Шиле у світі, це 42 картини, 184 акварелі, малюнки та гравюри.

## Колекціонер Рудольф Леопольд
В основі музею — колекція витворів мистецтва Австрії в стилі  модерн, що зібрав прихильник цього періоду доктор Рудольф Леопольд. Звідси — коротка назва музею.

## Приміщення
Будівля музею розташована неподалік Хофбурга. У контраст із колишніми королівськими стайнями, будівля музею являє куб з асиметрично розпланованими вікнами і в надзвичайно спрощених формах функціоналізму. Проєкт архітектурного бюро «Ortner & Ortner».
Музей має чотири поверхи, постійні експозиції, магазин, кафе з терасою. Виставкові площі сягають 5.400 кв. м.

## Експозиції і фонди
- австрійське мистецтво доби модерн (віденський сецесіон);
- твори художників Егона Шиле, Густава Клімта, Оскара Кокошки, Альфреда Кубіна тощо;
- дизайнерські твори Віденської майстерні мистецтв від Йозефа Гофмана до Коломана Мозера.

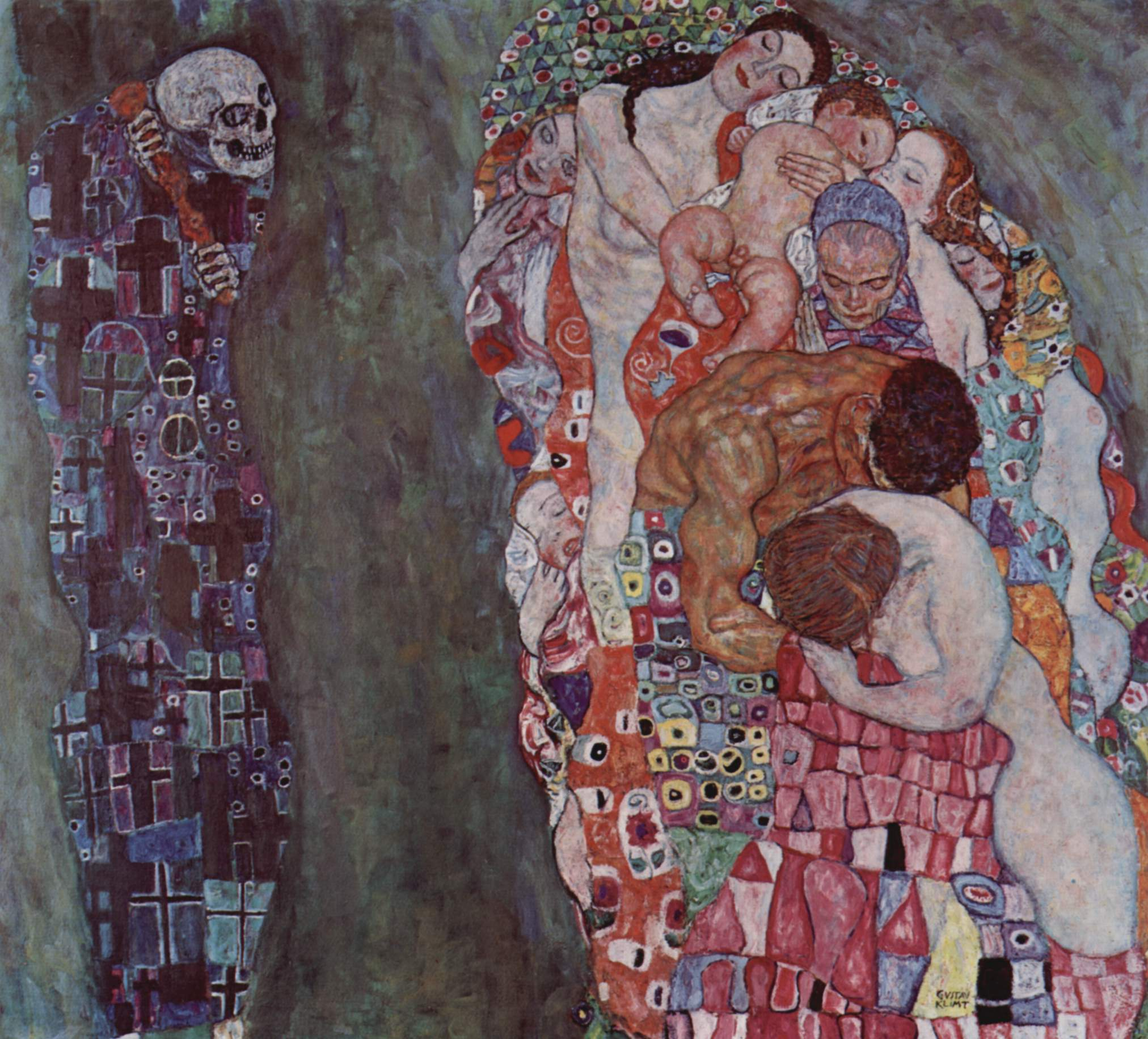
Худ. Густав Клімт, «Смерть і життя»
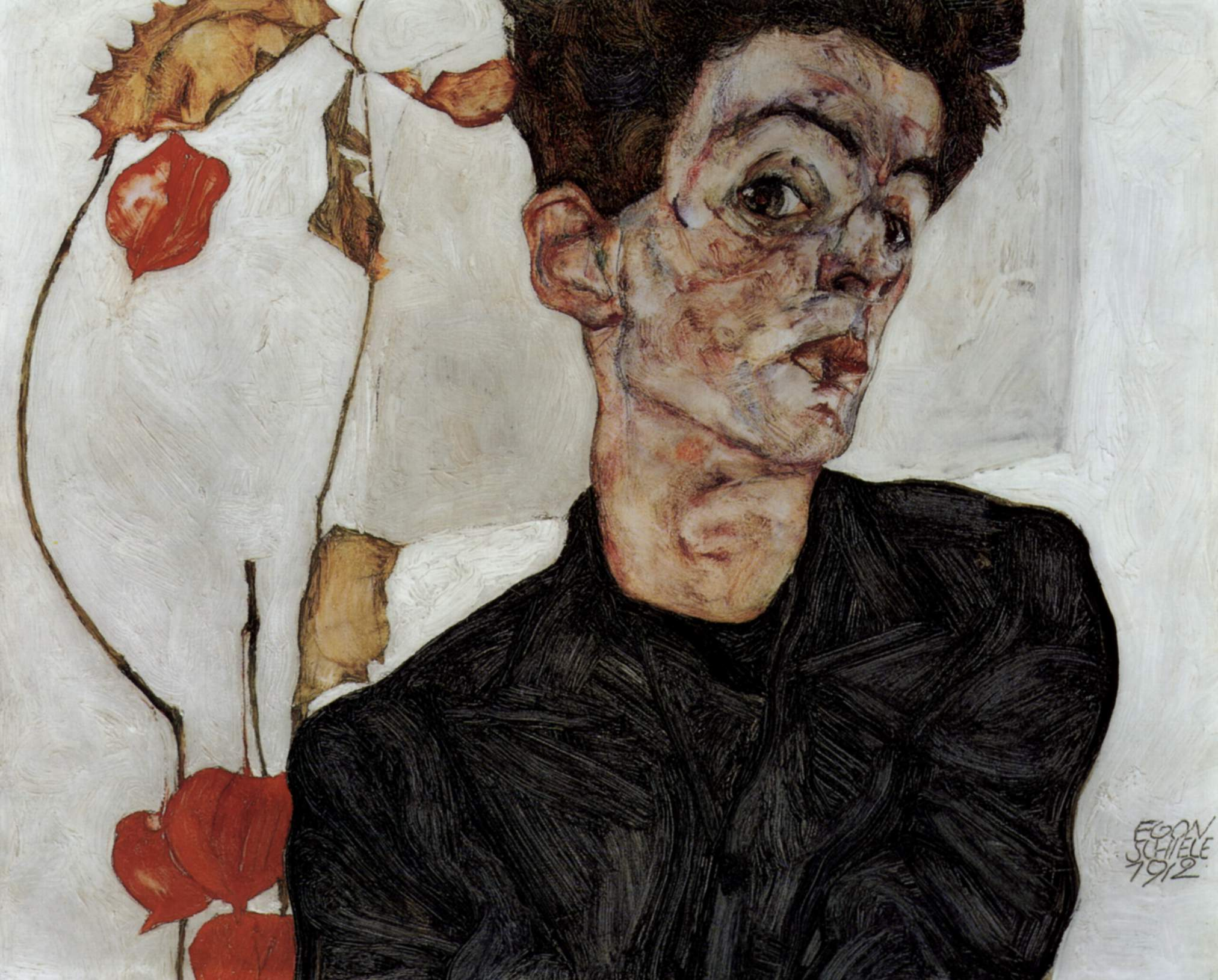
Худ. Егон Шиле, автопортрет, 1912 р.
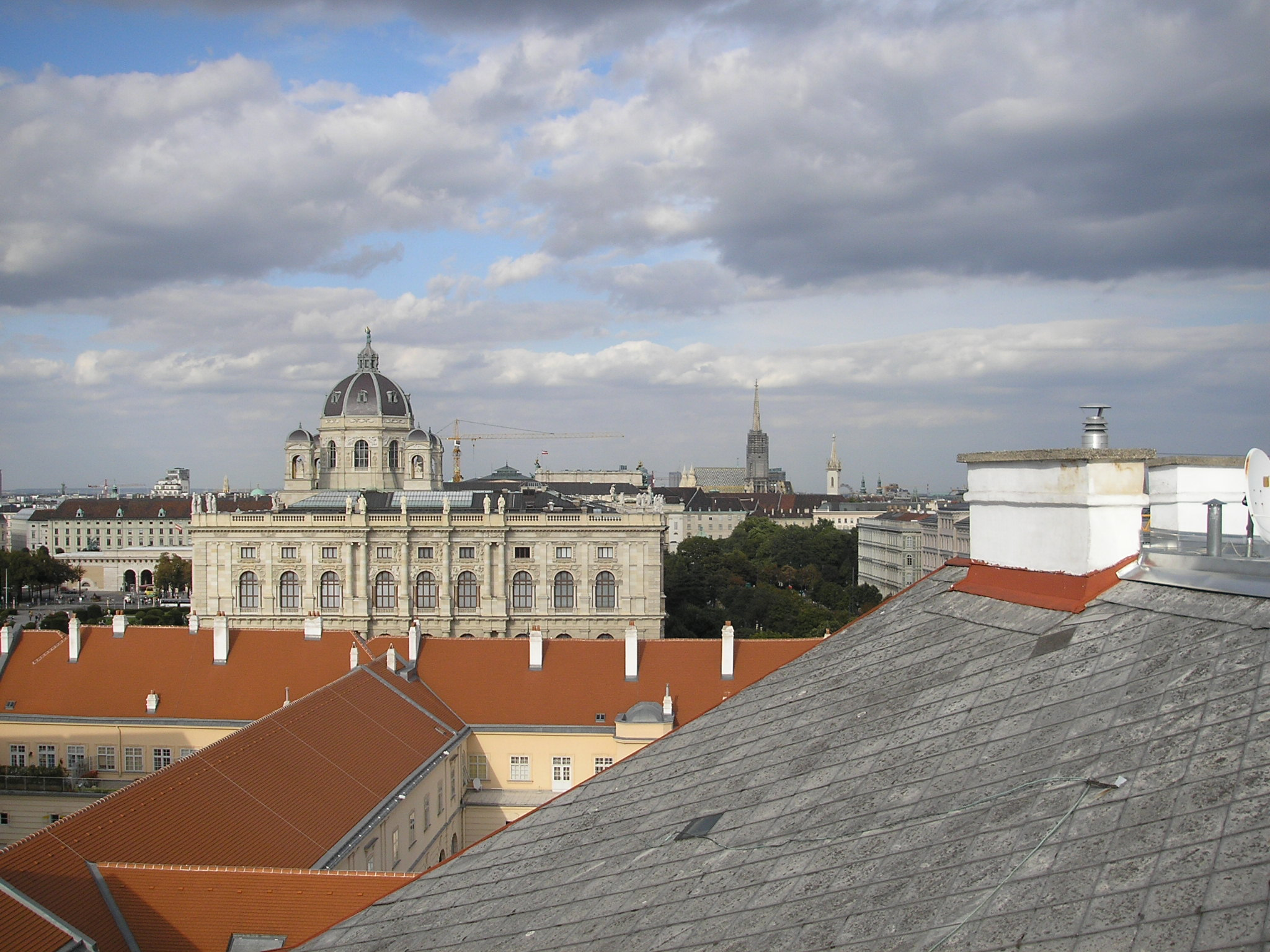
Музейний квартал Відня
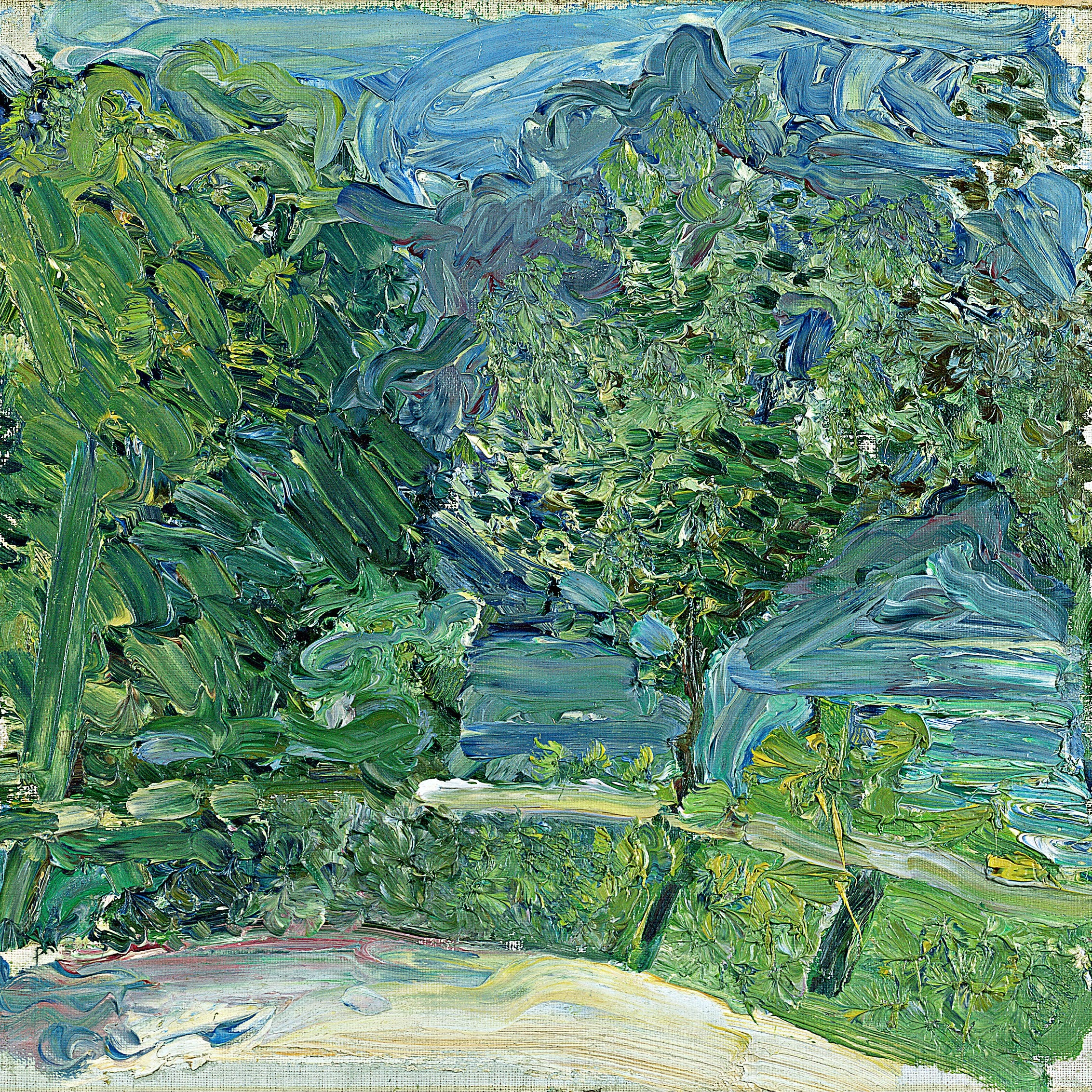
Дорога біля Гмундена, 323 мм × 332 мм, 1907, Ріхард Герстль
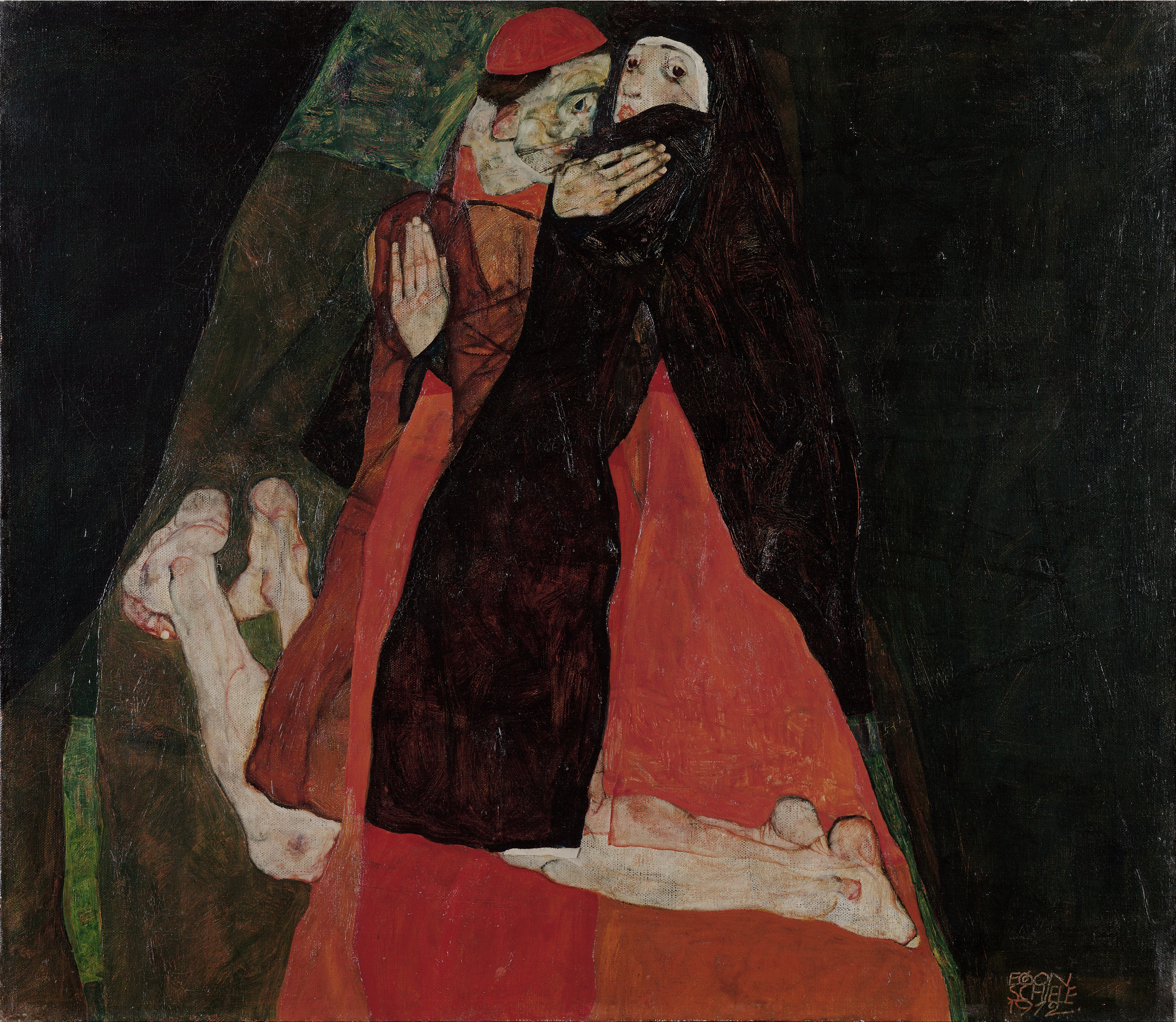
Кардинал і черниця (пестощі), масло, полотно, 1912, художник Егон Шиле